# Bugwellentheorie
Mit der Bugwellentheorie wird in der deutschen rechtswissenschaftlichen Literatur der Eintritt der Zahlungsunfähigkeit gemäß § 17 Abs. 2 Satz 1 Insolvenzordnung  bzw. die Eröffnung eines Insolvenzverfahrens verneint, wenn der Schuldner zwar eine „Bugwelle“ von Verbindlichkeiten vor sich herschiebe, diese aber ausnahmslos innerhalb von drei Wochen erfüllen könne.
Der Bundesgerichtshof teilt diese Rechtsauffassung nicht. Der Bugwellentheorie stehe das erklärte Ziel der Insolvenzordnung entgegen, durch eine frühzeitige Verfahrenseröffnung eine geordnete und gleichmäßige Befriedigung aller Gläubiger sicherzustellen und im Interesse des Rechtsverkehrs eine fortgesetzte Teilnahme von Schuldnern mit erheblichen Liquiditätsschwierigkeiten am Rechts- und Geschäftsverkehr zu verhindern.